# Parasiccia coreana
Parasiccia coreana är en fjärilsart som beskrevs av Felix Bryk 1948. Parasiccia coreana ingår i släktet Parasiccia och familjen björnspinnare. Inga underarter finns listade i Catalogue of Life.